# Scranciola congica
Scranciola congica är en fjärilsart som beskrevs av Sergius G. Kiriakoff 1962. Scranciola congica ingår i släktet Scranciola och familjen tandspinnare. Inga underarter finns listade.